# Ндинга Оба, Антуан
Антуан Ндинга Оба (фр. Antoine Ndinga Oba; 1941, департамент Кювет, Французская Экваториальная Африка — 17 мая 2005, Париж, Франция) — конголезский политический и государственный деятель, дипломат, лингвист, педагог. Доктор лингвистики.

## Биография
Читал лекции по лингвистике в Университете Мариан Нгуаби в Браззавиле. С 1972 по 1973 год — директор Национального института исследований и педагогики, с 1974 по 1976 год работал директором Высшего института педагогических наук (Ecole Normale Supérieure d’Afrique Centrale). Позже, занимал кресло ректора Университета Браззавиля (позже Университет Мариан Нгуаби) (с 1976 по 1977).
В 1972 г. был избран в Центральный комитет Конголезской партии труда, но в 1975 г. исключён из ЦК. После прихода к власти президента Дени Сассу-Нгессо, двоюродного брата А. Ндинга Оба, возвращён в состав ЦК партии (1979).
Во время однопартийного правления Конголезской партии труда работал с 1977 по 1984 год в правительстве Конго в качестве министра национального образования, с 1984 по 1991 год занимал пост министра иностранных дел Республики Конго.
В 1984 году вошёл в состав Политбюро Конголезской партии труда. В 1989 году стал государственным министром правительства Республики Конго.
Посол Браззавиля в ЮНЕСКО в Париже с 1998 года до своей смерти в 2005 году.
Профессор Центра изучения конголезских языков (1992—1998). Как лингвист, занимался исследованиями языков Банту.

## Избранные труды
- Les langues bantoues du Congo-Brazzaville — Étude typologique des langues du groupe C20 (mbosi ou mbochi)).
- Structures lexicologiques du lingala
- L’Education en Afrique, le cas du Congo
- Sur les rives de l’Alima